# منتخب إندونيسيا لكرة الطائرة للرجال
منتخب إندونيسيا الوطني لكرة الطائرة للرجال (بالإندونيسية: Tim nasional bola voli putra Indonesia)‏ هو ممثل إندونيسيا الرسمي في المنافسات الدولية في كرة طائرة في فئة كرة الطائرة للرجال.